# Echipament greu
Echipamentele grele sau utilajele grele se referă la vehiculele grele, special concepute pentru executarea sarcinilor de construcție, cel mai frecvent cele care implică operațiuni de terasament sau alte sarcini mari de construcție. Echipamentele grele cuprind, de obicei, cinci sisteme de echipamente: implementare, tracțiune, structură, transmisia, control și informații. 
Echipamentele grele au fost folosite cel puțin din secolul I î.Hr., când vechiul inginer roman Vitruvius a descris o macara în De architectura când era alimentată prin muncă umană sau animală.
Echipamentele grele funcționează prin avantajul mecanic al unei mașini simple, raportul dintre forța de intrare aplicată și forța exercitată este înmulțit, ceea ce face sarcini care ar putea dura sute de oameni și săptămâni de muncă fără echipamente grele de natură mult mai puțin intensă. Unele echipamente utilizează acționări hidraulice ca sursă principală de mișcare.
Termenul „instalație” este utilizat pentru a se referi la orice tip mobil de mașini grele.

## Mari producători
Cei mai mari 10 producători de echipamente de construcții din 2015  pe baza datelor privind veniturile primilor 50 de producători publicate de KHL Group 
| Nr. | Companie                       | Țara          | Vânzări CE (milioane USD) | Ponderea din total |
| --- | ------------------------------ | ------------- | ------------------------- | ------------------ |
| 1   | Caterpillar                    | Statele Unite | 28,283                    | 17.8%              |
| 2   | Komatsu                        | Japonia       | 16,877                    | 10.6%              |
| 3   | Hitachi Construction Machinery | Japonia       | 7,790                     | 4.9%               |
| 4   | Volvo Construction Equipment   | Suedia        | 7,785                     | 4.9%               |
| 5   | Terex                          | Statele Unite | 7,390                     | 4.6%               |
| 6   | Liebherr                       | Elveția       | 7,129                     | 4.5%               |
| 7   | John Deere                     | Statele Unite | 6,581                     | 4.1%               |
| 8   | XCMG                           | China         | 6,151                     | 3.9%               |
| 9   | Sany                           | China         | 5,424                     | 3.4%               |
| 10  | Doosan Infracore               | Coreea de Sud | 5,414                     | 3.4%               |

Alți producători includ:
- Atlas Copco
- BEML Limited (fost Bharat Earth Movers Limited; India)
- Bobcat Company
- Case Construction Equipment
- Chelyabinsk Tractor Plant
- CNH Global
- Demag
- Fiat-Allis
- HIAB
- Hyundai Heavy Industries
- Ingersoll Rand
- JCB
- Kubota
- Kobelco
- LiuGong
- MARAIS
- Navistar International Corporation
- NCK
- New Holland
- Track Marshall
- Orenstein and Koppel GmbH (O&K)
- Paccar
- Poclain
- Rototilt
- Shantui
- ST Kinetics
- Takeuchi Manufacturing
- Wacker Neuson
- Yanmar
- Zoomlion